# كامب بيرن
كامب بيرن هي مدينة من مدن هايتي. يبلغ عدد سكانها 40,962 نسمة وذلك حسب إحصائيات سنة 2009. يبلغ ارتفاع المدينة عن سطح البحر قرابة 246 متر.

## أعلام
- هوبير كونستنت